# Busto do Papa Paulo V
O artísta italiano Gian Lorenzo Bernini fez dois Bustos do Papa Paulo V. O primeiro encontra-se atualmente na Galleria Borghese em Roma. A data geralmente aceite e atribuída ao retrato do papa remonta a 1618.  Existe um segundo busto, que desde 2015, foi adquirido pelo Getty Museum em Los Angeles, após ter estado preservado numa coleção privada desde 1893. A obra foi criada por Bernini em 1621, pouco depois da morte do Papa Paulo V e fora encomendada pelo seu sobrinho, Cardeal Scipione Borghese. Existe uma versão da escultura em bronze no Museu Nacional de Arte em Copenhaga, na Dinamarca.